# Ковальчик, Сара-Мария
Сара-Мария Ковальчик (итал. Sara Maria Kowalczyk; род. 2001, Аверса, Кампания) — итальянская фехтовальщица на шпагах, бронзовый призёр чемпионата Европы 2025 года, двукратный призёр летней Универсиады 2023 года.

## Карьера
Летом 2023 года Сара-Мария приняла участие в летней Универсиаде, которая состоялась в Китае. И в индивидуальных, и в командных соревнованиях Ковальчик стала серебряным призёром. В этом же году на молодёжном чемпионате Европы в Будапеште в индивидуальных соревнованиях завоевала серебряную медаль.
На чемпионате Европы 2025 года в Генуе в индивидуальных соревнованиях шпажисток завоевала бронзовую медаль.